# Datengenossenschaft
Eine Datengenossenschaft ist eine Organisation in der Rechtsform der Genossenschaft (eG), mithilfe derer die gemeinsame Sammlung und Analyse von Daten in einem Unternehmensnetzwerk bzw. in einem Ökosystem institutionalisiert wird.
Die Rechtsform der Genossenschaft bietet gegenüber anderen Rechtsformen diverse Vorteile für die gemeinsame Sammlung und Analyse von Daten in einem Unternehmensnetzwerk bzw. in einem Ökosystem. Zudem ermöglicht sie eine verhältnismäßig einfache Gründung und ein hohes Maß an Flexibilität und Sicherheit.
Eine weitere Besonderheit der Genossenschaft ist, dass die Mitglieder sowohl Eigentümer als auch Kunden sein können und die wirtschaftliche Souveränität der einzelnen Mitglieder erhalten bleibt. Der Förderzweck ist in Selbstverantwortung einzuhalten. Unter dem Förderzweck wird die Förderung der Mitglieder durch die Nutzung der Dienstleistungen der Genossenschaft verstanden, sodass nicht die Kapitalmehrung der Genossenschaft und ihrer Mitglieder im Vordergrund steht. Die Genossenschaft ist eine demokratische Rechtsform, in der jedes Mitglied unabhängig jeglicher Faktoren (bspw. Größe oder Höhe der Kapitaleinlagen) in der Regel eine Stimme in der Generalversammlung hat.

## Anwendungsmöglichkeiten in der Praxis
Für Unternehmen im Allgemeinen bestehen beim Zurverfügungstellen von Daten immer Risiken. Darüber hinaus gibt es vor allem für kleine und mittelständische Unternehmen (KMU) weitere Herausforderungen für das Teilen von Daten über Unternehmensgrenzen hinweg. Für die Implementierung von Datenanalysen fehlen oftmals die finanziellen Mittel und das notwendige Fachpersonal. Außerdem verfügen die meisten KMUs über keine ausreichende Datenmenge, sodass solche Analysen nicht rentabel sind bzw. nicht den gewünschten Mehrwert generieren können.
Die gemeinsame Datenteilung kann für KMUs, aber auch für andere Unternehmen, neue Wertschöpfungspotenziale schaffen. Vor allem, wenn die Wertschöpfung die Zusammenarbeit unterschiedlicher Akteure erfordert bzw. erleichtern würde. Daher ist es für sie erfolgversprechend, Daten mit anderen Unternehmen auszutauschen. Da Daten immer mehr an Relevanz und Wert gewinnen, ist es von Bedeutung, dass der Austausch in einem geregelten Umfeld, einem sogenannten Vertrauensraum stattfindet. Durch die gemeinsame Datenhaltung und -nutzung im Rahmen von Datengenossenschaften können so bspw. neue Services oder Prozesse optimiert werden.
Der Aufbau einer stabilen und sicheren Lösung zur Erfassung und Verwertung dieser Daten sowie der zentralen Speicherung von Informationen wird aufgrund des schwer abschätzbaren Aufwands jedoch von den wenigsten Unternehmen überhaupt in Erwägung gezogen. Hinzu kommt die Bereitstellung von geschultem Personal für die Datenhaltung und Datenanalyse (Data Engineers, Data Scientists, Data Analysts). Beim Abbau dieser Hürden kann die Gründung einer Genossenschaft unterstützen: Eine genossenschaftlich organisierte Gemeinschaft bietet die Möglichkeit, den Aufwand aufzuteilen, der durch die Anschaffung technischer Infrastruktur entsteht, welche zur Nutzung der Daten eingesetzt wird.
Die Genossenschaft kann zusammen mit den beteiligten Unternehmen (Genossen) eine Lösung aufbauen, um Informationen zu speichern und verfügbar zu machen sowie die interne Kommunikation zwischen den verschiedenen Unternehmen zu erleichtern. Weitere externe Partner könnten hinzugezogen werden, um zusätzliche Services anzubieten und die Daten nutzbar zu machen. Mit der Expertise dieser externen Partner im Bereich der Datenverarbeitung können Daten kombiniert und Prognosen sowie Analysen zur Generierung von Mehrwert, bspw. durch Erstellen von Kundensegmentierungen oder Erfassen von Maschinenausfallzeiten, zur Verfügung gestellt werden.
Mögliche Bereiche zur Umsetzung der Idee der Datengenossenschaft können sein:
- Produzierendes Gewerbe (bspw. Digitale Abbilder von Maschinen)
- Handwerk (bspw. Holzverarbeitung)
- Logistik & Transport
- Bankwesen
- Touristik
- Quartiersmanagement
- Versorger (Energie- und Wasserwirtschaft)

## Publikationen
- Heiner Lasi, Patrick Weber, Maximilian Werling (2020): Partizipation. Working Paper, Ferdinand-Steinbeis-Institut.
- Henning Baars, Ann Tank, Patrick Weber (2021): Datengenossenschaften als Enabler für den wettbewerbsfähigen Einsatz von Analytics und KI im Mittelstand? In: BI-Spektrum. 16. Jg., 2021 (2).
- Sofie-Luise Bauer, Franziska Grieser, Ann Tank, (2021): Ansätze der Datenbewertung und Bepreisung datenbasierter Leistungen in interorganisationalen Kooperationen. In: Zeitschrift für Controlling. 33. Jg., 2021 (4).
- Henning Baars, Ann Tank, Patrick Weber et al. (2021): Cooperative Approaches to Data Sharing and Analysis for Industrial Internet of Things Ecosystems, in: MDPI, 26. Jg., 2021(16)